# Нечто в лунном свете
«Нечто в лунном свете» или «Тварь в лунном свете» (англ. The Thing in the Moonlight) — короткий рассказ американского писателя Говарда Филлипса Лавкрафта, написанный в соавторстве с Дж. Чепменом Миске. Рассказ основан на фрагменте письма Лавкрафта к Дональду Вандреи от 24 ноября 1927 года, в котором был описан один из снов Лавкрафта. Чепмен Миск дополнил рассказ и подготовил к публикации. Местами письмо и опубликованный рассказ идентичны стилю Лавкрафта. Впервые опубликован в журнале «Bizarre magazine» в январе 1941 года. Рассказ входит в «Цикл Снов».

## Сюжет
Морган, главный герой, является неграмотным человеком, который однажды вечером внезапно чувствует себя вынужденным начать писать. Во сне он чувствует связь с неизвестным для него человеком — Говардом Филлипсом, который живет в Провиденс, на Род-Айленде, 66 дом по Колледж-стрит. Говард заснул 24 ноября 1927 года и с тех пор не может проснуться, видя один и тот же сон: 
Сырое, удушенное тростником болото под серым осенним небом. К северу возвышается грубый утёс покрытый коркой лишайника. Движимый тёмной силой я поднимался по ущелью, когда моё внимание привлекли многочисленные норы, которые тянутся в недра скалы. Я взобрался на плоскогорье поросших мхом валунов и скудной земли, освещённое тусклым светом луны, среди шепчущих камышей на тлетворном болоте.
Филлипс отправился в город и оказался на платформе возле рельс, он увидел жёлтый вагон старого двухэтажного трамвая № 1852. В лунном свете показались силуэты двух людей в фуражках железнодорожной компании — машиниста и кондуктора. Первый резко принюхался и, запрокинув голову, завыл на луну. Вместо лица у него был Белый конус, окружённый тесьмой кроваво-красных щупалец… конусолицее чудовище запрокинуло голову и в льющемся лунном свете холодно завыло. Второй упал на четвереньки и побежал к вагону. Филлипс понимает, что это сон, но не может проснуться. Он не может проснуться, став жителем ужасного мира снов, из которого он пытается выбраться, но всякий раз ночь выносит его к старому вагону и к твари, воющей в лунном свете…
Рассказчик говорит в финале, что собирается посетить дом Филлипса в Провиденс, но боится того, что он может там найти.

## Персонажи
Морган — рассказчик, который живёт обычной жизнью и является неграмотным человеком. Возможно, он не был сновидцем, но испытывал зов неких тёмных сил.
Говард Филлипс — собственной персоны Говард Филлипс Лавкрафт, чей адрес совпадает с его настоящим. Говард говорит, что заснул 24 ноября 1927 года и с тех пор не может проснуться. Это часто происходит со сновидцами.

## «Цикл Снов»
Лавкрафт описывает нечеловеческое существо с щупальцем вместо лица. Эти существа не появляются в других произведениях Лавкрафта. В повести «Сомнамбулический поиск неведомого Кадата» наиболее полно описана Страна снов. Лавкрафт описывает Иной мир как одновременно невозможный и реалистичный, в манере незавершённых рассказов: «Что приносит Луна» и «Зловещий священник».
Сновидцы могут видеть во сне жизнь другого человека — что описано в рассказе «Очень древний народ». Похожий случай произошёл с героем рассказа «Что приносит Луна». Герой говорит, что заснул 24 ноября 1927 года, когда Лавкрафт писал рассказы «Очень древний народ» и повесть «Сомнамбулический поиск неведомого Кадата». Вероятно, этот черновик был запланирован как история сновидца, который не может выбраться из некого подобия лимба в Стране снов, для чего он пытается связаться с человеком из Мира яви.

## Связь с другими произведениями
В рассказе «Зелёный луг» человек попал в Иной мир и тщетно пытался его покинуть.